# ام‌بنک
ام‌بنک (انگلیسی: MBank) شرکت خدمات مالی و بانکداری لهستانی است، که در سال ۱۹۸۶ تأسیس شد.